# Домбровский, Эрнст фон
Эрнст фон Домбровский (Ernst von Dombrowski; 12 сентября 1896 Эммерсдорф-ан-дер-Донау (Нижняя Австрия) — † 14 июля 1985 Зигсдорф, Бавария) — австрийский гравер и иллюстратор.

## Биография
Эрнст фон Домбровский родился в семье чешского военного и писателя риттера Эрнста фон Домбровского (1862—1917). Он окончил Государственное художественное училище в Граце, к тому времени он уже писал натюрморты без академической подготовки. В 1920-е годы художник работал на различных заказчиков, создавая произведения культового характера.
В 1932 году Домбровский вступил в нацистское движение, еще до того, как оно было официально признано в Штирии. В 1934/1935 годах художник возглавлял пропагандистский отдел незаконной нацистской организации, а после «захвата власти» исполнял обязанности главы Государственной палаты изобразительных искусств и Палаты культуры Граца. Кроме того он принимал деятельное участие в нацистском путче 1934 года в Шладминге. Нужно сказать, что несмотря на свою тягу к искусству экспрессионизма, который был далек от генеральной линии германского искусства, Домбровский был самым влиятельным нацистская художником в Штирии до 1940-х годов. В 1938, на пике своей политической карьеры, он призывал к фундаментальной перестройке изобразительного искусства в Германской Империи и созданию национальных сельских общин художественного образования.
Несмотря на то, что Домбровский не был баварцем, его назначили профессором Академии прикладного искусства в Мюнхене. Это место он занимал с 1938 по 1945 год. Несмотря на годы тяжелых боев на Восточном фронте, художник продолжал интенсивно работать и создал множество произведений искусства (в основном шовинистического и пропагандистского характера в том числе проиллюстрировав антисемитские тексты). Художник выставлялся во всех крупных немецких художественных галереях того времени. Для рейхсфюрера СС Хенриха Химмлера он создал гравюру со своей собственноручной подписью. Также он проиллюстрировал роман «Солдат, смерть и дьявол», посвященный верховному командованию Германской армии.
После двух лет лишения свободы по обвинениям выдвинутым со стороны США, Эрнст фон Домбровский поселился в Баварии, которую считал вторым домом. Там он быстро нашел новую аудиторию, тиражи иллюстрированных им изданий стали еще выше. В последний период жизни, он сам также выпускал публикации. Также Домбровский был художественным руководителем и активным участником в издательстве «Herzhafter Hauskalender» фонда по борьбе за мир. Кроме того он нередко представлял правых немецких художников, как официальное лицо и сотрудничал со многими авторами, коллегами по национал-социализму прошлых лет (Хенрихом Циллихом, Эрной Блаас, Карлом Спрингеншмидом, Натали Беер и Герхардом Шуманом). В 1976 году Эрнсту фон Домбровскому была присуждена премия «Dichterstein-Schild», наиболее престижная награда ярмарочной коммуны Оффенхаузен (нем. Offenhausen (Oberösterreich), Австрия). Несмотря на признание после Домбровского уже после заключения, возгласы протеста против его творчества и наград присужденных ему разгадаются и сегодня.

## Творчество
Домбровский всю свою жизнь работал как в технике традиционной ксилографии, среди его иллюстраций наиболее известны работы из цикла «Великие немцы» для книги Ewiges Deutschland.